# Bruno Gaburro
Bruno Gaburro (* 5. Juni 1939 in Rivergaro, Provinz Piacenza) ist ein italienischer Filmregisseur und Drehbuchautor.

## Leben
Gaburro studierte Schauspiel bei Esperia Sperani und widmete sich dann jedoch als Regieassistent dem Dokumentarfilm. Nach dem Kurzfilm 25 secondi sul Lago di Garda wandte er sich dem Spielfilm zu. Sein Debüt Ecce homo war ein von Marco Ferreri beeinflusster Versuch, eine postatomare Gesellschaft zu beschreiben; er konnte dafür etliche namhafte Darsteller verpflichten. Alle folgenden Filme waren jedoch weniger in künstlerischer als in kommerzieller Hinsicht bemerkenswert; es gelang Gaburro immer wieder, mit seinen Komödien große Publikumserfolge zu erzielen. Nach Ausflügen zum Sex- und Pornofilm (unter Pseudonymen) drehte er die erfolgreichen Abbronzatissimi-Filme und ab 1998 für das italienische Fernsehen.
Gaburro war von 1962 bis 1977 mit Erika Blanc, die er auch für den Film entdeckte, verheiratet.

## Filmografie (Auswahl)
- 1968: Ecce homo
- 1974: Sommernächte… und alle Grillen lachen (Peccati in famiglia)
- 1989: Engel aus Eis (Spogliando Valeria)
- 1991: Sonnenöl und süße Früchtchen (Abbronziatissimi)
- 1993: Noch mehr Sonnenöl und süße Früchtchen (Abbronziatissimi 2 – Un anno dopo)
- 2005: Il cielo può attendere (Fernsehfilm)